# GendBuntu
GendBuntu 是 Ubuntu 作業系統的一個分支版本，為法國的國家憲兵隊所用。該部門最早在 2001 年時，便提倡在伺服器及個人電腦方面採用 OpenOffice.org 辦公室套件等開源軟體，並將開放文件的 .odf 格式設為國家標準。

## 專案計畫
開發 GendBuntu 專案的用意，最初是由於政府部門電腦中安裝的微軟作業系統，如 Windows XP，其客戶支援服務終將停止，而被後續的 Windows 版本如 Windows Vista 等所取代。這表示憲兵隊將要支出一大筆的員工再訓練費用，即使他們使用的是專有軟體。
因此，GendBuntu 專案的主要目標之一，便是使該部門不再受到軟體廠商及版本的掌控，並大幅降低軟體成本（估計一年能省下200萬歐元）。
在國家憲兵隊每年添購的 10,000 台電腦中，大約有 90% 未預載作業系統，而後由憲兵隊的技術部門安裝 GendBuntu 。這成了員工的主要動力之一：自專有系統轉移到 GendBuntu，即意味著他可以拿到一台有著寬螢幕的新電腦。
本專案計畫在2014年底、也就是微軟 Windows XP 停止支援之前，完成 75,000 台電腦的移轉。在 2011 年時，已完成了 35,000 台桌上型及筆記型電腦的部屬。

## 外部連結
官方網站（页面存档备份，存于）